# Capa Magna

Vestes corais com a capa magna.

A Capa magna (literalmente, "grande capa") é um volumoso manto eclesiástico com uma longa cauda, utilizada na Igreja Católica por cardeais, bispos, e alguns outros prelados honorários. Não é uma peça de vestuário litúrgico, mas sim jurisdicional, utilizada com as vestes corais. A capa é presa sob a mozeta e sua parte posterior é segurada por um acólito, denominado "caudatário". 

## História e posição na liturgia
A capa magna não é estritamente uma vestimenta litúrgica, mas apenas uma capa choralis, ou "capa coral", sua cor para cardeais é vermelho, e violeta para os bispos. Não é utilizada pelos prelados em um serviço litúrgico, mas em conjunto com as vestes corais, nas procissões de entrada de uma missa solene pontifical, retirando ao lado do altar as vestes corais e a capa, e colocando as vestes litúrgicas para celebrar a missa, ou quando o prelado apenas irá assistir, e não celebrar algum serviço litúrgico. Uma vez que a capa magna simboliza a suprema jurisdição do prelado, a schola cantorum muitas vezes, canta na procissão a antífona "Ecce Sacerdos Magnus" ("Eis o sumo sacerdote"), pois segundo a doutrina católica, o prelado exerce suas funções sacerdotais, no lugar de Cristo, como seu Vigário. Cardeais e núncios papais têm o direito de usar um capa magna de seda.

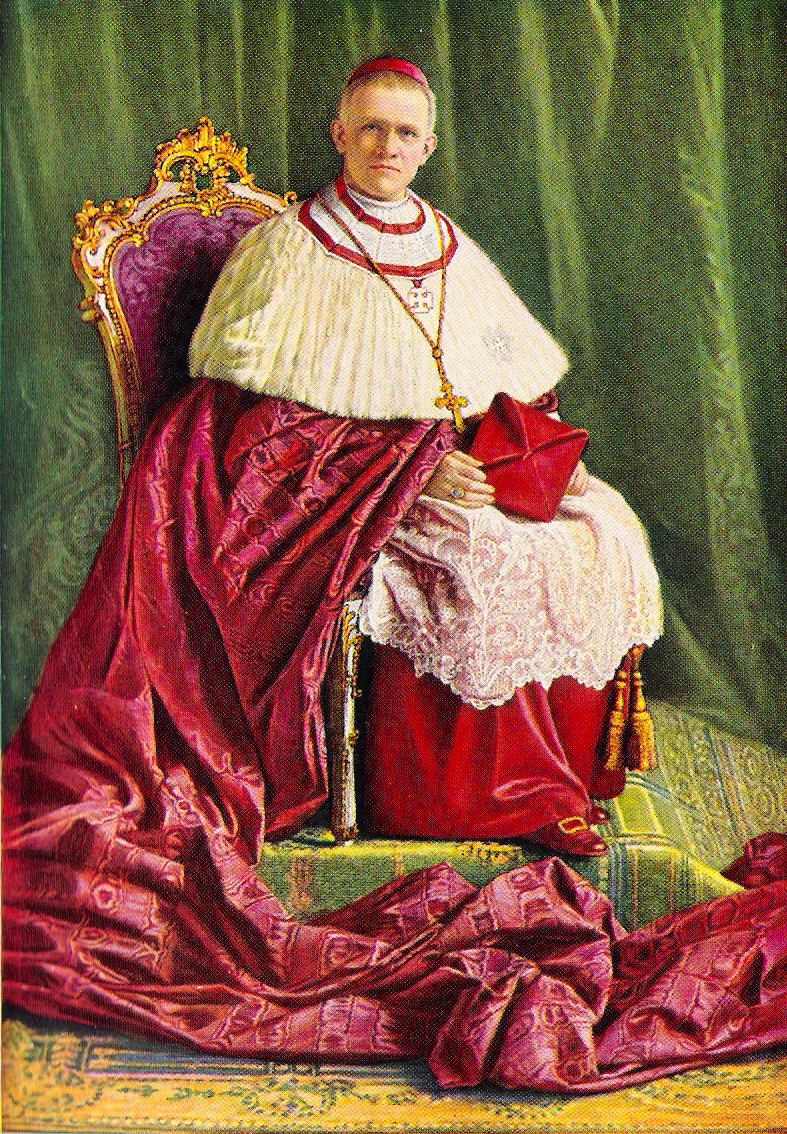
Cardeal Theodor Innitzer, da Áustria, em 1929, usando as vestes corais com a capa magna.

A capa magna é extremamente volumosa e munida de uma cauda de grande comprimento, que varia de acordo com o grau hierárquico do prelado, e um capuz grande, que pode ser feito de arminho no inverno e de seda, no verão, e foi feito de tal forma a cobrir completamente o peito, e os ombros. O capuz é funcional e em tempos anteriores era muitas vezes colocado sobre a cabeça, e coberto com o galero. Este era o costume, quando o papa criava um novo cardeal em um consistório. Atualmente, o capuz é normalmente usado sobre a cabeça apenas durante ritos penitenciais. Anteriormente, os cardeais que eram membros das específicas ordens religiosas, usavam um capa magna na cor de sua ordem. Atualmente, todos os cardeais usam vermelho.
Com o motu proprio Valde solliciti de 30 de novembro de 1952, o Papa Pio XII ordenou que a cauda da capa magna devia ser reduzida pela metade para os Cardeais (originalmente 12 metros, agora 6) e um decreto da Sagrada Congregação dos Ritos de 04 de dezembro, em seguida também encurtou pela metade a dos bispos (sete metros, agora 3,5). Quando o prelado utiliza a capa magna dentro do território de sua jurisdição, ela exigi a função de um acólito chamado de "caudatário", fora de sua jurisdição, o prelado enrola sua cauda no braço.
Os bispos só podem usá-la em suas dioceses, os arcebispos na sua província, os núncios e delegados apostólicos no local de sua legação e os cardeais por sua vez, em qualquer lugar.

## Uso e legislação atual

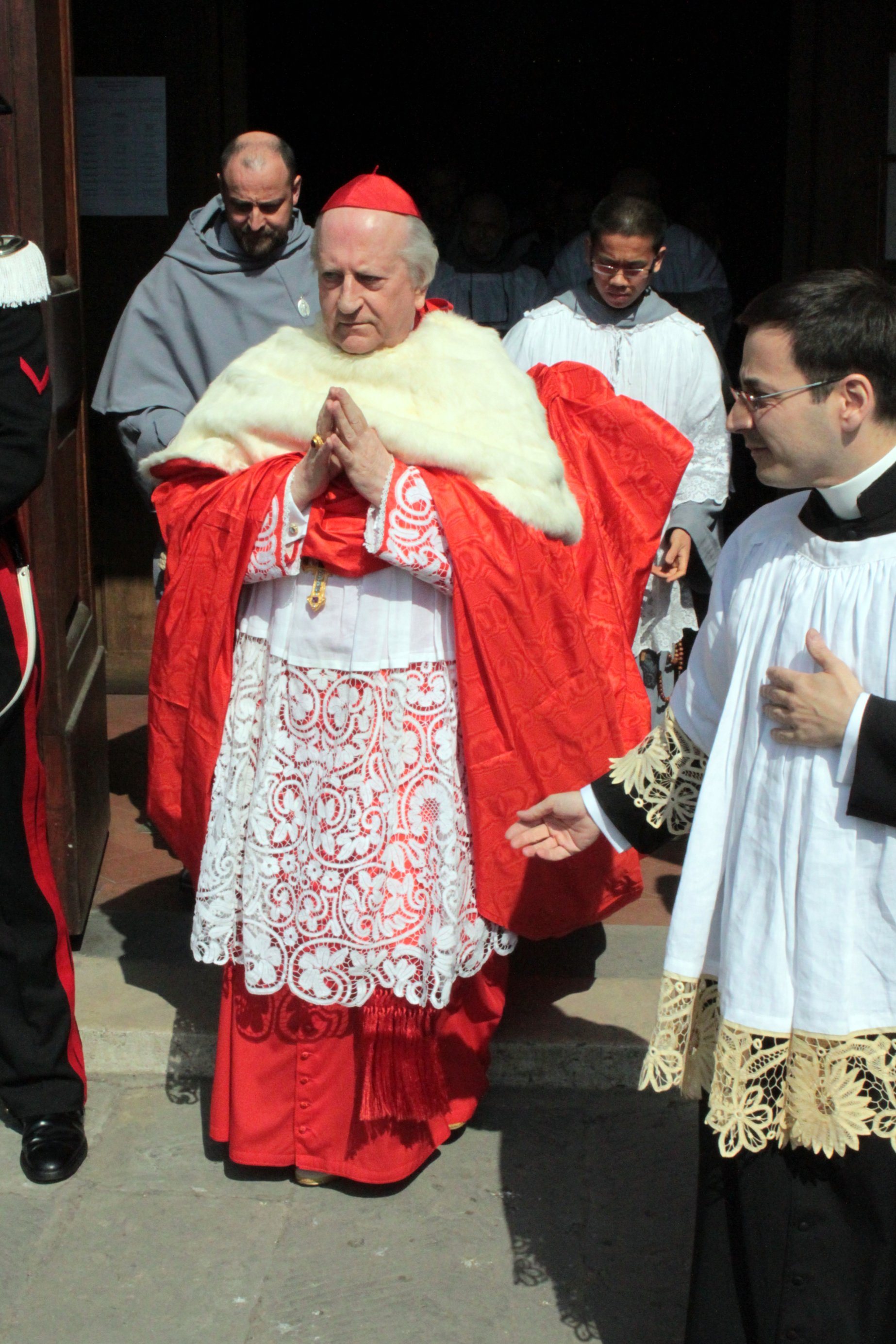
Franc Cardeal Rode vestindo uma capa magna com arminho, para a ordenação de diáconos do Instituto de Cristo Rei e Sumo Sacerdote em 2009.

Nos livros litúrgicos antigos, o uso da capa magna é obrigatório para os prelados em algumas situações de extrema solenidade, como por exemplo, a assistência na capela papal, e algumas outras missas pontificais solenes. Porém, posteriormente com a Reforma Litúrgica, realizada após o Concílio Vaticano II, o uso da capa magna foi tornado opcional. Assim em 1969 a Instrução sobre as vestes, títulos e brasões de armas de cardeais, bispos e prelados menores estabeleceu que:
"A capa magna, sempre sem arminho, já não é obrigatória, mas pode ser usada apenas fora de Roma, em circunstâncias de solenidade muito especial." (§ 12)
Posteriormente a publicação do novo Cerimonial dos Bispos, reconfirmou a norma para o episcopado estabelecendo que:
"A capa magna violácea, sem arminho, só pode se usar dentro da diocese e nas festas mais solenes." (§ 1200)
Mesmo assim, desde então, a capa magna quase nunca é usada, exceto nas celebrações de acordo com os livros litúrgicos tradicionais, como, por exemplo, para a ordenação de diáconos do Instituto de Cristo Rei e Sumo Sacerdote em 2009, bem como nas celebrações da Administração Apostólica São João Maria Vianney, ambas organizações que usam como rito próprio, a liturgia antiga. Alguns prelados a partir do pontificado do Papa Bento XVI, também voltaram a utilizar a capa magna na liturgia nova, como demonstração de continuidade da tradição da Igreja, assim por exemplo, o Cardel Raymond Leo Burke tem utilizado a capa em algumas solenidades.
Atualmente alguns fiéis e liturgistas acreditam que a capa magna não deve ser utilizada mais na liturgia da Igreja, considerando-a como símbolo do "ressurgimento do clericalismo", "hispocrisia religiosa", e uma "peça de vestuário ridícula comparável em algumas formas aos escribas da época de Jesus", outros por sua vez, consideram diante dessas críticas que a Capa Magna é especialmente eficiente na atualidade, pois é uma forma de oposição ao modernismo e ao liberalismo, e que representa a Tradição católica e sua Hierarquia, simbolizando a autoridade e a monarquia na Igreja.